# Султан ад-Даула
Султан ад-Даула (*993—1024) — емір Іраку у 1012—1021 роках, емір Фарсу у 1012—1024 роках. Тронне ім'я перекладається як «Потуга (сила) держави». Повне ім'я — Султан ад-Даула Абу Шуя Фанна Хосров бен Баха ад-Даула Абу Наср Фіруз.

## Життєпис
Походив з династії Буїдів. Старший син шахиншаха Бахи ад-Даули. Народився у 993 році. При народженні отримав ім'я Фанна Хосров, згодом додавши до нього Абу Шуя. Освіту здобув у Багдаді, де провів молоді роки. З 998 року обіймав посаду намісника Іраку, оскільки батько весь час перебував у провінції Фарс. Останній незадовго до смерті визнав Абу Шую своїм спадкоємцем, надавши тому ім'я Султан ад-Даула.
У 1012 році після смерті Бахі ад-Даули оголошується старшим еміром. Втім вимушений відповідно до волі померлого батька надати братам в урядування провінції Керман (Каваму ад-Даулі) та Басра (Джалалу ад-Даулі). Разом з тим отримав номінальне підтвердження свого статусу від халіфа аль-Кадіра.
Невдовзі Султан ад-Даула перебрався до Ширазу, залишивши у Багдаді свого намісника. З огляду на недосвідченість у політичних та військових справах не зміг зберегти батьківську спадщину. Невдовзі відпали Хамадан та Рей, де правили також представники династії Буїдів, самостійними стали Кавам ад-Даула та Джалал ад-Даула. В Ісфагані зміцнилася династія Какуїдів. У 1018 році, скориставшись відсутністю Султана ад-Даули, що прибув до Багдада, Кавам ад-Даула за підтримки Газневідів захопив Фарс. Втім Султану вдалося швидко повернути втрачені землі.
У 1012 році тюркські війська в Іраку вчинили заколот, який підтримав молодший брат Мушаріф ад-Даула, оголосивши себе еміром Іраку. Султан ад-Даула не зміг його повністю здолати, але змусив визнати свою зверхність. Проте це було суто номінально. Того ж року він спробував відновити свою владу над Іраком, але зазнав поразки від Мушаріфа. Внаслідок цього змушений був визнати самостійність останнього. Відтоді держава Буїдів остаточно розпалася на самостійні утворення.
Султан ад-Даула правив частиною Фарсу зі столицею в Ширазі, де помер наприкінці 1024 року. Йому спадкував син Абу Каліджар.